# Nyctibius
Nyctibius is een geslacht van vogels uit de familie reuzennachtzwaluwen (Nyctibiidae).

## Soorten
Het geslacht kent de volgende soorten:
- Nyctibius aethereus  – Wigstaartreuzennachtzwaluw
- Nyctibius grandis  – Vale reuzennachtzwaluw
- Nyctibius griseus  – Grijze reuzennachtzwaluw
- Nyctibius jamaicensis  – Noordelijke reuzennachtzwaluw
- Nyctibius leucopterus  – Witvleugelreuzennachtzwaluw
- Nyctibius maculosus  – Andesreuzennachtzwaluw